# Peroxodisírany

molekulární struktura skupiny

Peroxodisírany jsou soli peroxodisíranového aniontu, S2O 2−
8 , odvozeného od kyseliny peroxodisírové. K významným solím tohoto iontu patří peroxodisíran sodný (Na2S2O8), peroxodisíran draselný (K2S2O8) a peroxodisíran amonný ((NH4)2S2O8). Jedná se o bezbarvé látky rozpustné ve vodě, působící jako silná oxidační činidla.

## Použití
Peroxodisírany se používají jako iniciátory polymerizací, například styrenu, akrylonitrilu a fluoralkenů. Polymerizace jsou spouštěny homolýzou peroxodisíranu:
[O3SO–OSO3]2− ⇌ 2 [SO4]•−
Peroxodisíran sodný může být použit při úpravě vody a zachytávání mědi na integrovaných obvodech.
Další možná využití nacházejí peroxodisírany například při výrobě léčiv, celofánu, pryže, mýdel, detergentů, a textilních barviv.
Peroxodisírany se také účastní několika významných reakcí, jako jsou Elbsova peroxodisíranová oxidace a oxidace Ag+ na Ag2+, například při přípravě peroxodisíranu tetrakis(pyridin)stříbrnatého.

## Struktura
Peroxodisíranový anion je středově souměrný, délka vazby O-O činí 148 pm. Atomy síry mají tetraedrickou geometrii.